# Zlatá bula sicilská
Zlatá bula sicilská (latinsky Bulla Aurea Siciliæ) je označení pro jednu hlavní nebo soubor tří souvisejících listin, které vydal 26. září 1212 v Basileji budoucí římský král Fridrich II. českému Přemyslu Otakarovi I. Listina především obsahuje privilegium, které potvrzuje dědičnost titulu českého krále a stanovuje jeho volbu na domácí půdě a to, že římský panovník bude volbu jen stvrzovat.
Přemysl Otakar ji získal jako odměnu za podporu, již Fridrichovi poskytl pro volbu římským králem. Novodobý název listiny, resp. listin, je odvozen od zlaté buly (kovové pečeti) sicilského krále, která je k dokumentu přivěšena. Fridrich v té době ještě neměl takto slavnostní pečeť římského krále, použil svou pečeť krále jižní Itálie.

## Obsah prvního privilegia
Samotná intitulace basilejského privilegia obsahuje interpretační problém, neboť Fridrich II. se představuje na prvním místě jako „imperator electus“. Tradiční překlad tohoto titulu jako „zvolený císař“ je zřejmě nesprávný, protože v té době Fridrich II. nebyl ještě zvolen. Toto označení využívala ve skutečnosti římská kurie, která tím designovala svého kandidáta na říšský trůn, a proto by se mělo spíše překládat jako „vyvolený“ (budoucí) „římský císař.“ Sicilský král potvrdil Přemyslovci Přemyslu Otakarovi I. královskou hodnost. Důvodem je vděčnost za jeho podporu Fridrichovi II. při zvolení římským králem. Privilegium zřejmě potvrzuje starší výsady, které český panovník obdržel od římských králů Filipa Švábského a Oty IV. Brunšvického, ačkoliv v listině je zmíněn jen první jmenovaný. To je pochopitelné, protože v roce 1212 bylo totiž nevhodné připomínat, že Přemyslovec kdysi podporoval welfskou stranu, soupeřící se Štaufy o prvenství v říši.
Jedinečnost Zlaté buly sicilské bývá často spatřována ve skutečnosti, že českému panovníkovi byla královská hodnost přiznána poprvé dědičně. Ve skutečnosti tomu tak ale není. Už privilegium z roku 1158 pro knížete Vladislava II. obsahuje pasáž o dědicích královské hodnosti. Přemysl Otakar I. musel o dědičnost svého království ještě svést tuhý boj.
Fridrich II. dále potvrdil, že udělí odznaky královské moci každému, kdo bude zvolen v Čechách. Tím bylo zachováno právo české šlechty na volbu svého panovníka. Přemysl Otakar I. se snažil tento nárok šlechty potlačit, avšak neúspěšně. Českému králi bylo rovněž potvrzeno právo investitury pražských a olomouckých biskupů, přičemž však všechny svobody, které biskupové obdrželi od předchozích římských králů, mají být zachovány. Pravděpodobně se naráží na privilegium, kterým Fridrich I. Barbarossa uznal pražského biskupa za říšského knížete.
Český panovník měl být napříště osvobozen od všech povinností vůči říši, až na účast na říšských sněmech, pokud se konaly v Merseburku, Norimberku nebo Bamberku, tedy nedaleko území českého království. Stejně tak v případě doprovodu římského krále na jeho korunovační jízdě do Říma byl český král povinen vypravit 300 jezdců nebo zaplatit 300 hřiven stříbra (náklady na jejich vypravení).
K větě o návštěvě sněmu v Merseburku jsou připojena nejasná slova o tom, že „pokud by kníže polský přijal pozvání, mají mu dát průvod, jako někdy jejich předchůdcové, králové čeští činívali.“ Není přesně zřejmé, jaký význam má tato věta v kontextu celého privilegia. Polské záležitosti se ovšem vždy nějakým způsobem prolínaly s osudy českých králů. První český král Vratislav byl korunován i na krále polského. V korunovačním privilegiu Vladislava II. z roku 1158 se dočteme o polském censu, který má být vyplácen českému králi. Není známo, zda tato věta je jen zmateným pozůstatkem historické paměti, či zda Přemysl Otakar I. chtěl roli přímluvce polského knížete na říšském dvoře konkrétně využít.
Zlatá bula sicilská garantovala vnitřní nezávislost českého státu a zároveň jeho formálním začleněním do Svaté říše římské nabízela českým králům jako říšským knížatům nové možnosti aktivní zahraniční politiky. Přispěla tak ke zvýšení prestiže českého království ve střední Evropě i k upevnění pozic jeho panovníků jak mezi evropskými vládci, tak na domácím poli.
Někteří současní badatelé[kdo?] se na druhou stranu kloní k názoru, že význam Zlaté buly sicilské byl nadhodnocen v 19. století, kdy sloužila jako právní doklad o historickém nároku českého národa na vlastní státnost. Odtud byla tato interpretace přenesena do učebnic a do veřejného povědomí. Přitom stejně důležitými listinami mohla být potvrzení darování královské hodnosti Filipem Švábským a Otou IV. Brunšvickým, která se ovšem nedochovala. Důvody pro budování důležitosti Zlaté buly sicilské byly údajně její majestátní vzhled a důležité místo, které jí ve své panovnické koncepci určil Karel IV., který se tak snažil navázat na starší domácí přemyslovskou tradici. Faktem zůstává, že právní význam Zlaté buly sicilské klesl již roku 1216, kdy byla nahrazena tzv. Zlatou bulou ulmskou, a nezmiňuje ji ani tzv. Zlatá bula melfská z roku 1231, kterou Fridrich II. potvrdil intronizaci Václava I.
Originál listiny je uložen v Národním archivu v Praze, fond „Archiv České koruny“, inv. č. 2. Latinský text vydal G. Friedrich v souboru: Codex diplomaticus et epistolaris regni Bohemiae, II, Praha 1912, č. 96, s. 93–94.

## Další dva dokumenty a problémy s nimi spojené
Pojem Zlatá bula sicilská nebo Zlaté buly sicilské dnes zastřešuje celkem tři listiny, které v Basileji pro (budoucího císaře) Fridricha II. sepsal notář Jindřich z Pairis a které tvoří logický celek. Listina druhá je adresována Přemyslu Otakaru I. a třetí jeho bratrovi Vladislavu Jindřichovi, moravskému markraběti. Obsahem obou je věnování statků a zboží. Nejasná formulace ve třetí listině, kde je Vladislavovi Jindřichovi věnováno a potvrzeno zboží „Mocran et Mocran“ se všemi právy a příslušenstvím, je dosud záhadou českého středověku. Mnoho badatelů se snažilo a snaží lokalizovat Mocran et Mocran v Říši jako zahraniční léno. Jiní slovní spojení interpretují jako chybu notáře Jindřicha, neznalého českého prostředí, a v pozadí vidí pojem „markrabství moravské“, příp. „Morava a Morava“. V této době totiž Přemysl spravuje českou a Vladislav moravskou část českého státu, i když oficiálním centrem zůstává Praha.
Další otazníky ohledně souboru tří listin a jejich možná řešení nastínila kniha Martina Wihody, která rozproudila živou výměnu názorů mezi českými a moravskými medievisty. Diskuze na počátku 21. století pokračuje a nezdá se, že by zatím dospěla k nějakým konkrétnějším závěrům.[zdroj?]